# اقلیم موسمی قاره‌ای

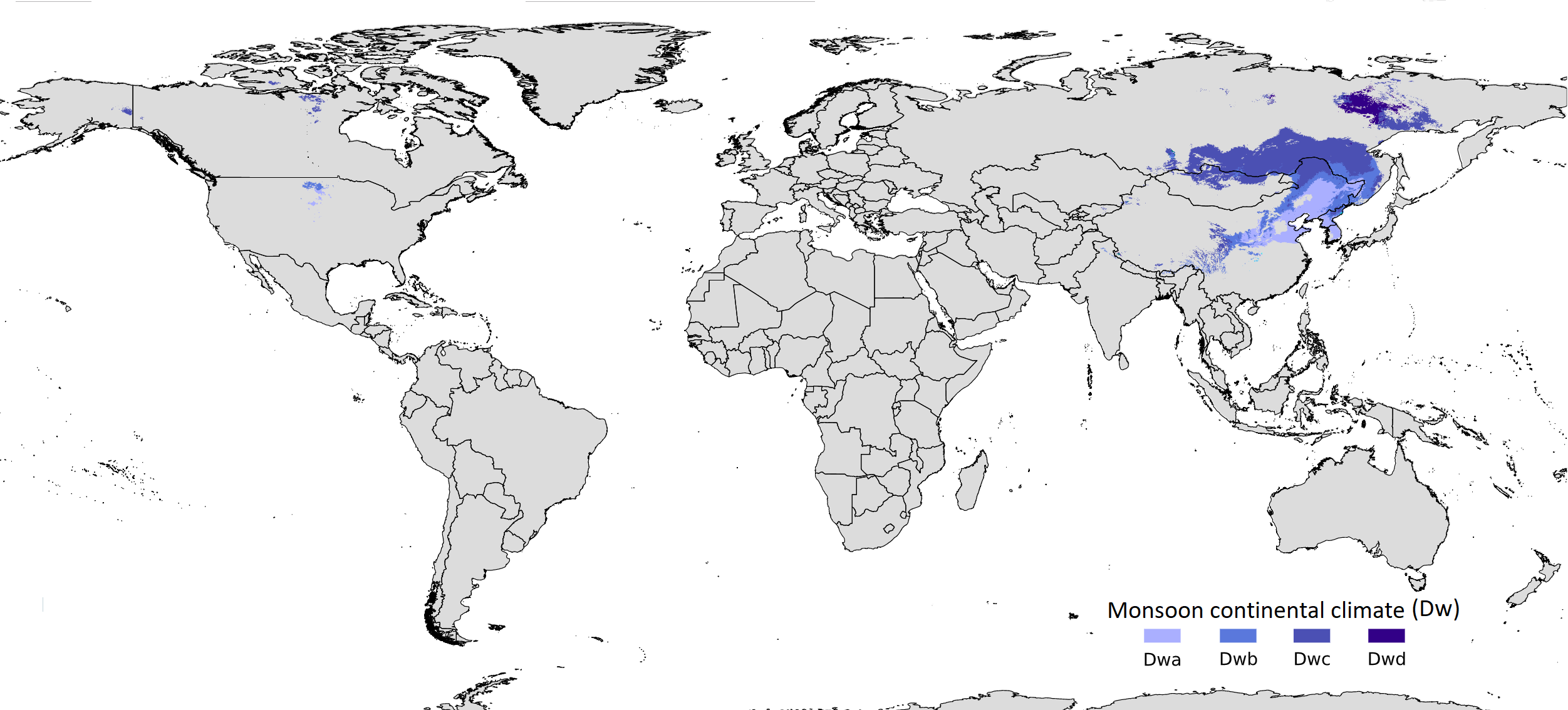
پراکندگی اقلیم موسمی قاره‌ای یا منچوری در جهان.

اقلیم موسمی قاره‌ای (انگلیسی: Monsoon continental climate) که به‌نام اقلیم منچوری (Dw) نیز شناخته می‌شود، زیردسته‌ای از اقلیم قاره‌ای است. این اقلیم، نوعی اقلیم موسمی با بازه حرارتی زیاد است که عمدتاً در شرق آسیا، شبه‌جزیره کره و منچوری دیده می‌شود. فصل خشک این اقلیم در زمستان روی می‌دهد ("Dw" سرواژه "Dry Winter" به‌معنای زمستان خشک است).

## زیرگونه‌ها
- اقلیم منچوری با تابستان داغ (Dwa): میانگین دما بالای صفر و زیر ۱۰ درجه سلسیوس و میزان بارندگی حدود ۵۰۰ میلی‌متر است. این اقلیم در شمال شرقی چین و شبه‌جزیره کره وجود دارد.
- اقلیم منچوری با تابستان گرم یا نیمه‌شمالگانی (Dwb): شمال شرقی چین و داکوتای شمالی.
- اقلیم موسمی جنب قطبی (Dwc): بخش‌هایی از چین، شمال مغولستان و جنوب سیبری. همچنین در بخش‌هایی از کانادا و آلاسکا.
- اقلیم موسمی جنب قطبی با زمستان‌های شدید (Dwd): اقلیم سخت و شدید در بخش‌های کوچکی از سیبری.